# Chapelle Saint-Sylvain de Nevers
Pour les articles homonymes, voir Chapelle Saint-Sylvain.
La chapelle Saint-Sylvain est un édifice catholique situé à Nevers, en France.

## Localisation
La chapelle est située au 52 rue Mademoiselle-Bourgeois à Nevers dans le département de la Nièvre dans la région Bourgogne-Franche-Comté.

## Historique
Le premier édifice semble avoir été érigé par les chanoines de l’abbaye Saint-Martin en 1269, qui fut consacrée sous le vocable « Saint-Sylvain » en 1317.
Elle est vendue bien national en 1791 afin d’être transformée en maison d’habitation.
En janvier 1999, les occupants de la maison mitoyenne achètent la partie arrière de la chapelle, dans un premier temps, puis la partie avant au printemps. Ils restaurent la chapelle et la tour d’escalier.
Début 2000, d’autres travaux permettent de laisser apparaître, par nettoyage des murs, des peintures anciennes. Les propriétaires cessent donc les travaux et inscrivent l’édifice aux Monuments Historiques. En mai 2002, les peintures murales ayant été étudiées par des spécialistes, l’intérieur de la chapelle est classé Monument Historique. Le reste de la chapelle ayant déjà fait l'objet d'une inscription en septembre 2001. Des aides pour les futurs travaux arrivent et l’association « Les amis de la Chapelle Saint-Sylvain » est créée afin de recueillir ces sommes et promouvoir le site.

## Architecture
On passe en voiture devant et on ne la distingue pas des maisons autour. En s'y intéressant, on découvre une superbe chapelle construite au XIVe siècle. Elle a été redécouverte surtout grâce à l’engagement de ses propriétaires, qui l’ont continuellement fait restaurer et ont attiré l’attention sur ce monument patrimonial neversois.
Cet édifice présente deux travées voûtées d’ogive et un chœur à chevet plat (mur fermant le chœur) :
- la travée côté chœur étant la plus ancienne. Les murs étaient recouverts d’un décor en faux-appareil conservé dans la partie haute. Ce terme désigne les traits peints au Moyen Âge pour imiter les joints des pierres, il est composé de traits ocre rouge sur fond blanc
- dans la partie la plus ancienne, il recouvre un faux-appareil plus ancien sur fond ocre jaune. Le chevet était percé d’une baie au fenestrage gothique. Un escalier en tourelle permettait d’accéder à la tribune située à mi-hauteur.
La chapelle est épaulée de contreforts aux angles du chevet et en partie moyenne des murs latéraux. Bien que située hors des murs de al ville, la chapelle Saint-Sylvain a toujours été considérée comme intégrée à l’ensemble des édifices religieux de la cité. Elle est représentée sur les gravures du XVIIe siècle, souvent d’une taille supérieure à la réalité. Cette disproportion s’explique par le rôle qu’elle jouait à cette époque dans la vie religieuse de la cité. Elle servait en effet de lieu de dépôt avant obsèques pour les corps des seigneurs de Nevers décédés hors de la ville. Ils y restaient le temps nécessaire à l’embaumement et au recueillement.
Lorsqu'elle est vendue bien national en 1791 un mur interne de séparation est construit entre les deux travées et la tribune est prolongée afin de bénéficier d’un étage complet, pour devenir une maison d'habitation. Ces quatre volumes sont rendus habitables par la construction de portes et escaliers ainsi que de cheminées.

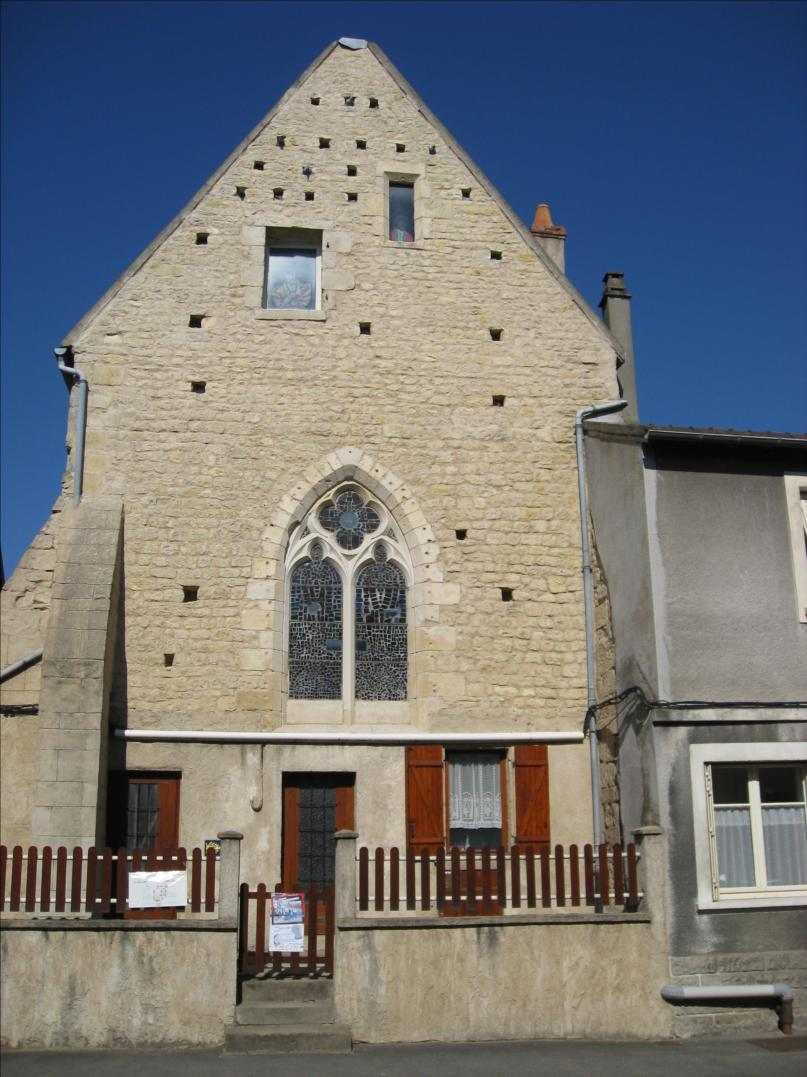
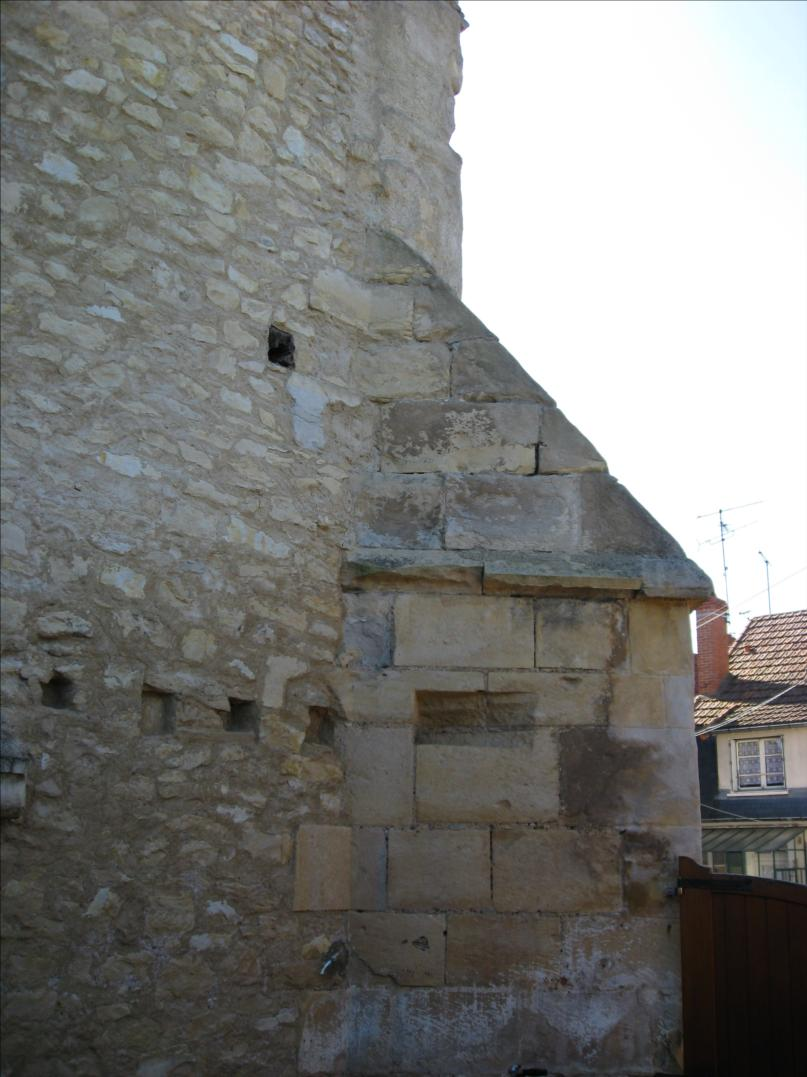
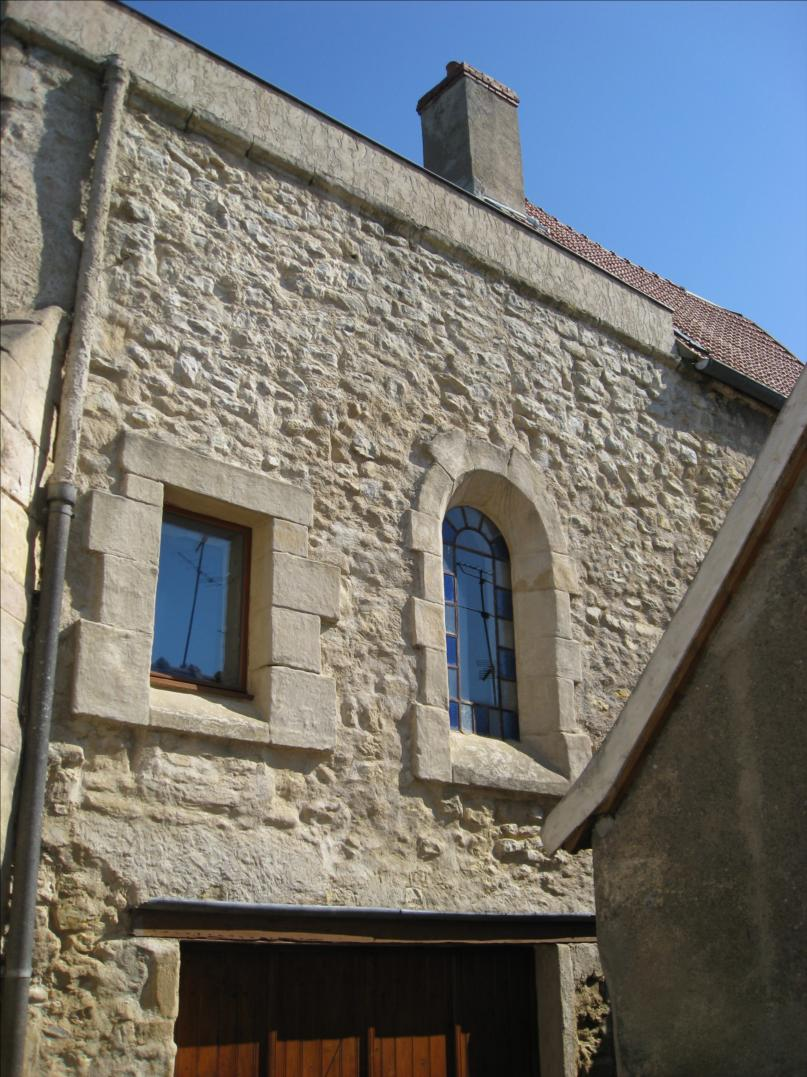
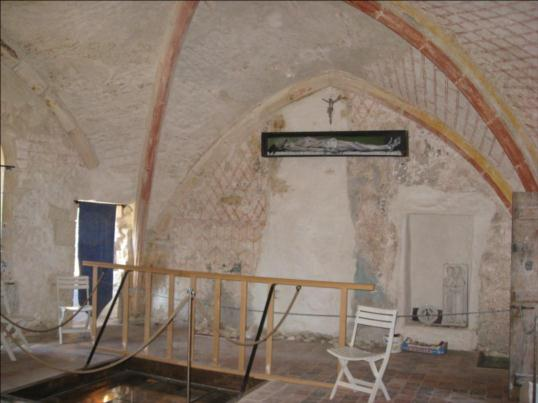
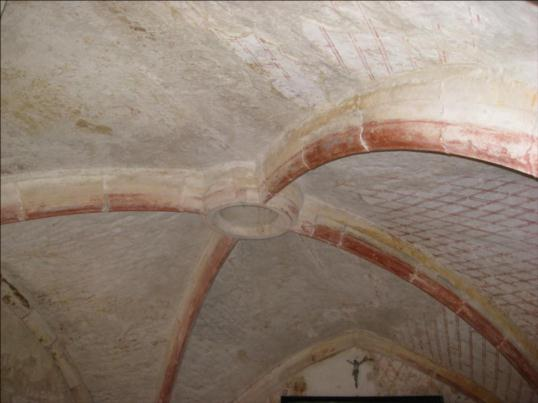
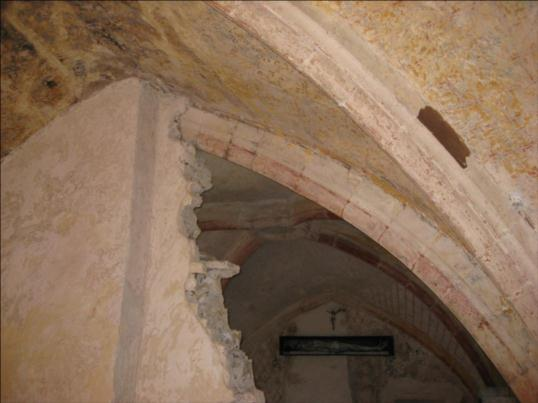
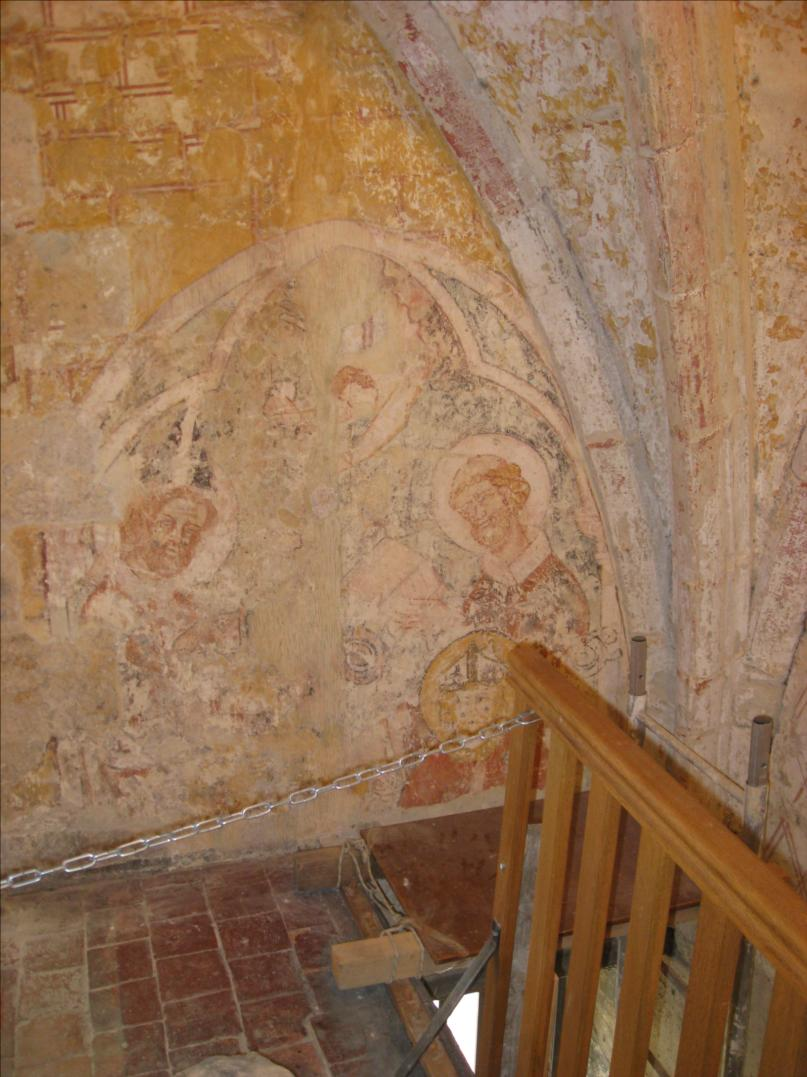
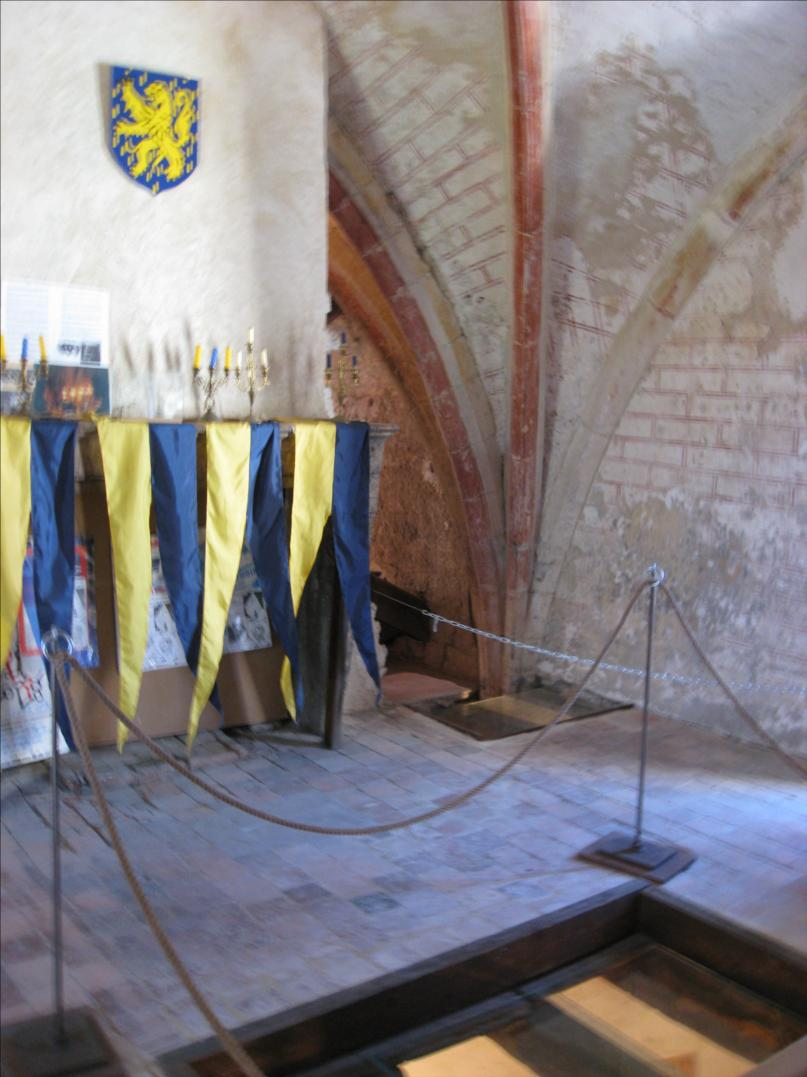
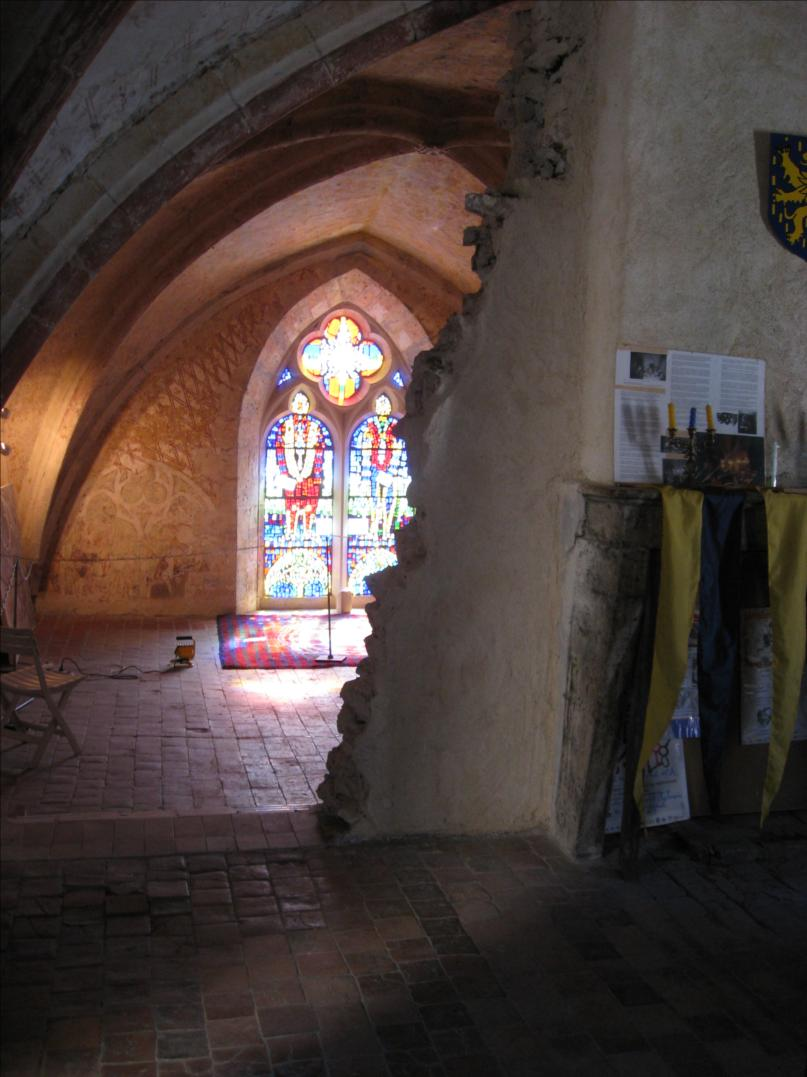
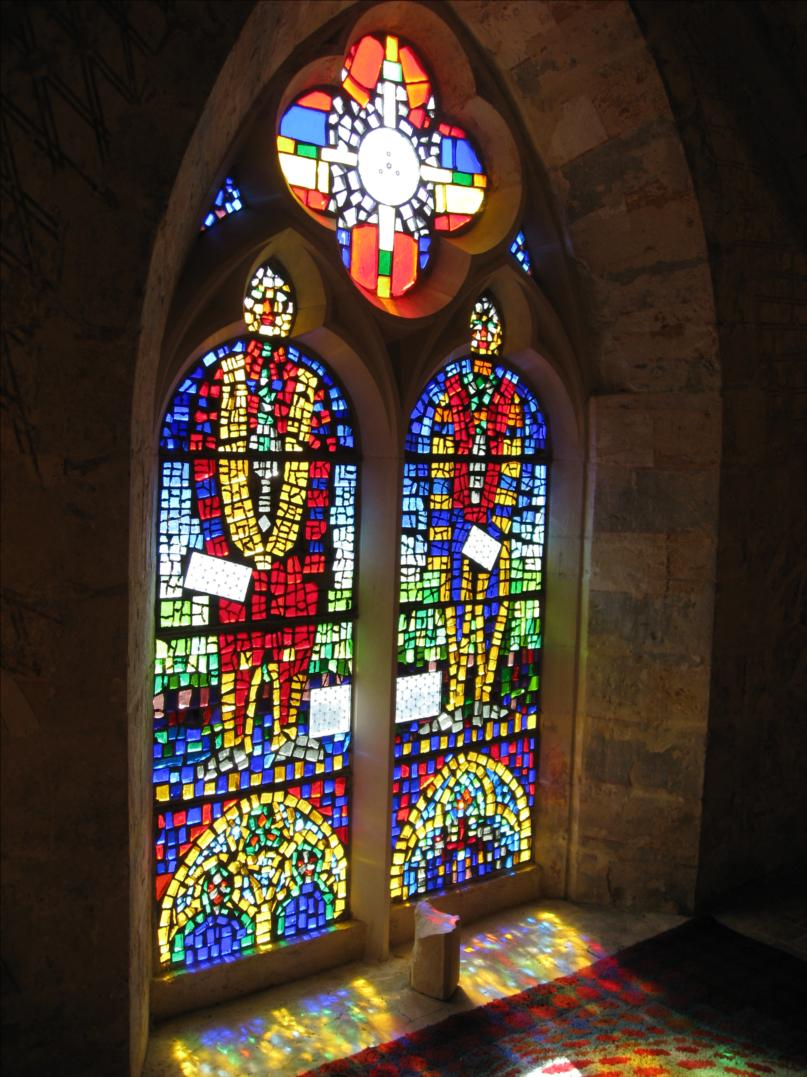